# Crustulina lineiventris
Crustulina lineiventris är en spindelart som först beskrevs av Pietro Pavesi 1884.  Crustulina lineiventris ingår i släktet Crustulina och familjen klotspindlar.
Artens utbredningsområde är Etiopien. Inga underarter finns listade i Catalogue of Life.